# Макуняга
Макуня̀га (на италиански: Macugnaga, на местен диалект: Makanà, Макана) е община в Северна Италия, провинция Вербано-Кузио-Осола, регион Пиемонт. Разположена е на 1327 m надморска височина. Населението на общината е 578 души (към 2010 г.).
Административен център на общината е село Стафа (Staffa).